# Пиацца Батуми
Мозаика в г. Батуми (Грузия) на площади Пиацца площадью в 106 кв.м (диаметр 11,61 м). Данная мозаика считается самой большой мраморной фигуративной мозаикой в Европе. Автором мозаики является грузино-швейцарский дизайнер Натали (Наталия)де Пита Амиреджиби.

## История
Мозаика была создана в 2010 году по оригинальному эскизу Натали де Пита- Амиреджиби. Мозаика была изготовлена в Абу-Даби в мастерской компании Фантини Мозаичи и затем перевезена в Батуми. При этом отдельные сегменты мозаики были собраны в единое целое уже на месте в течение десяти дней в августе 2010 года. Проектом руководила непосредственно Натали де Пита Амиреджиби.
Мозаика была создана из 88 244 735 порезанных и обработанных элементов размером в 1 кв.см., объединённых в 1764895 сегментов. Материалом для мозаики послужил мрамор, собранный из пятнадцати стран мира. При этом материалом для фиолетового платья морской богини и темной части красного платья другой послужили смальта и керамический материал.
Однако указанное количество элементов мозаики вызывает вопросы. Учитывая, что диаметр мозаики составляет примерно 11,6 квадратных метров (что соответствует площади около 106 кв. м), а размер каждого элемента — около 1 кв. см, общее число фрагментов должно быть в районе 1 060 000 шт. Принимая во внимание, что много элементов мозаики имеет размер менее 1 кв. см, можно предположить, что их количество может достигать 1 200 000 - 1 300 000 шт. 

## Концепция
Концепция мозаики представляет собой синтез вечного движения морской стихии и непрекращающегося развития современного городского пространства.
Композиция мозаики представляет собой восемь кругов разного диаметра, расположенных непосредственно один в другом, что напоминает о водной воронке на морской глади. Каждый из кругов украшен различными орнаментальными и фигуративными элементами. При этом, центральный внутренний круг представляет собой фигуративную композицию, состоящую из пяти женских фигур. Эти фигуры олицетворяютт собой женские ипостаси морских божеств, облаченные в одежды разных цветов: красный, голубой, фиолетовый, розовый и зелёный.каждый из цветов соответствует характеру персонажа. Известно, что прототипом центральной фигуры композиции- юной Русалочки-послужила дочь дизайнера пятилетняя Ромина.
Мозаика на Пиацце является одной из самых популярных и посещаемых достопримечательностей этого приморского города.